# Lord of the Dance (spectacle)
Pour les articles homonymes, voir Lord of the Dance.

Lord of the Dance (Seigneur de la danse) est un célèbre spectacle irlandais, composé de danses, chants et musiques celtiques. 
Créé par Michael Flatley, il retrace l'histoire de l'une des plus anciennes légendes du folklore irlandais et où se marient gigues, claquettes et ballets. Quelques passages chantés entrecoupent les morceaux dansés. La troupe originale du spectacle se compose de trente-cinq membres venant d'Irlande, menés par Michael Flatley.
Le spectacle a attiré plus de sept millions de spectateurs dans une vingtaine de pays du monde. La tournée mondiale s'effectua au travers de quatre troupes différentes : la Troupe 1 tourna en Europe, la Troupe 2 aux États-Unis, la Troupe 3 en permanence à Las Vegas, et la Troupe 4 au pavillon américain d'Epcot à Walt Disney World Resort en Floride pour un total d'environ deux cents danseurs, ayant toutes Michael Flatley comme directeur artistique. À peu près quatre millions de vidéos du spectacle ont été achetées dans le monde.

## Chronologie
Le spectacle Lord of the Dance est inspiré d'un autre spectacle plus ancien, mêlant claquettes et folklore irlandais : Riverdance.
Michael Flatley a participé à son succès en tant que danseur, notamment dès sa découverte par le public en 1994, à l'Eurovision de Dublin.
Il désapprouve le style de chorégraphie du spectacle et quitte la troupe de Riverdance en 1996. Il fonde de son côté un autre spectacle, Lord of the Dance. Les avant-premières ont lieu au Point Theatre de Dublin (Irlande), du 28 juin au premier juillet. La première du spectacle y est présentée le 2 juillet 1996.
Ce spectacle se différencie de Riverdance de par sa perte d'authenticité vis-à-vis des effets de scène, notamment en privilégiant la danse par rapport au chant. En 1997, le spectacle impressionne le public de la cérémonie des Oscars. Et la tournée de la troupe prit fin à Londres, avec une adaptation de "Lord of the dance", "Feet of flames" : the route of the king dans Hyde Park, le 25 juillet 1998, pour ce qui fut le plus grand "show" celtique de tous les temps.
Flatley organise une adaptation de Lord of the Dance en mai 2000 : Feet of Flames. Quatre tournées simultanées ont alors battu des records d'audience au Japon, en Afrique du Sud, en Europe et en Amérique du Nord.

## Argument et composition du spectacle
Le spectacle raconte l'histoire du peuple venu d'Irlande.

« Le temps était suspendu et Erin était la Déesse universelle... L'histoire était déjà écrite et chacun connaissait son rôle. Mais les anciens clans, assis sur des cercles de pierres entendirent des voix et le sommeil des esprits fut troublé. Une puissance venue des ténèbres est venu défier le Lord Of The Dance »

— Unicorn Entertainment LTD 1996
L'histoire débute avec le Petit Esprit réveillant les filles du clan sur un air de flûte. Ces dernières dansent un ballet puis laissent place au chef du clan et Seigneur de la Danse. Il est rejoint par sa communauté qui l'accompagne dans la danse. Ensuite vient Erin. La déesse interprète sa première chanson en solo du spectacle. Les danseuses du clan réapparaissent alors, avec à leur tête Saoirse, fille Irlandaise qui représente la liberté.
Apparaît Don Dorcha, l'ennemi du Seigneur de la Danse, et sa troupe obscure. Merrighan, la tentatrice, propose alors une danse envoûtantes avec les ballerines. Arrive alors le Seigneur de la Danse, avec les hommes de sa troupe, les Seigneurs de Guerre. Ils cèdent la scène à Erin et à son deuxième morceau chanté. Puis, le Petit esprit invite la communauté à le rejoindre autour du Seigneur de la Danse.
Le Petit Esprit s'aventure trop loin de ses compagnons, et se retrouve face aux Guerriers de Don Dorcha. Malgré sa lutte pour conserver l'objet magique qu'est sa flûte, il se la fait prendre. Le Seigneur de la Danse, accompagné de son armée, court à son secours pour le protéger et combattre le Seigneur des Ténèbres. Les deux clans sont séparés par le Petit Esprit, qui stoppe les combats. Après cet épisode, Merrighan se range du côté des forces du mal. Il s'ensuit un intermède aux violons.
La communauté, montre sa joie dans un festival de couleurs vives. Erin dissipe cette euphorie, et reprend sa place au centre de la scène pour la dernière fois. Elle est suivie par Saoirse, qui n'arrive pas à charmer le Seigneur de la Danse. Celui-ci est piégé par le charme de Merrighan. Don Dorcha lui vole le titre de Seigneur de la Danse, le Petit Esprit vient aider l'ancien Seigneur de la Danse à se libérer du maléfice. Il s'ensuit un duel entre les deux chefs de clan pour le titre. Don Dorcha perd et est obligé de fuir. Le seigneur regagne son titre. Il donne alors son cœur à Saoirse alors que toute la communauté se retrouve pour fêter la victoire.

### Acte 1
1. Cry Of The Celts (Le Cri des Celtes)
2. Erin la Déesse (Suil A Ruin)
3. Celtic Dreams (Rêve celtique)
4. The Warriors (Les Guerriers)
5. Gypsy (La Gitane)
6. Strings of Fire (Arcs de Feu)
7. Breakout (L'Évasion)
8. Warlords (Les seigneurs de la guerre)
9. Erin, the Goddess (Magdainn Mara)
10. The Lord of the Dance (Le seigneur de la danse)

### Acte 2
1. Dangerous Games (Jeux dangereux)
2. Hell's Kitchen (L'antichambre de l'enfer)
3. Fiery Nights (Nuit embrasée)
4. The Lament (Le chant funèbre)
5. Siamsa
6. Erin la Déesse (Our Wedding Day)
7. Stolen Kiss (Baiser volé)
8. Nightmare (Cauchemar)
9. The Duel (Le duel)
10. Victory (La victoire)
11. Planet Ireland (Planète Irlande)

## La troupe originale
Les membres de la troupe originale sont ceux présents sur les vidéos de Lord of the Dance et de Feet of Flames.
- Michael Flatley :

Danseur de claquettes.

Se fait connaître du grand public lors du concours de l'Eurovision de 1994 avec le spectacle de Riverdance.

Quitte la troupe de Riverdance en mai 1996.

Crée, dirige, met en scène et chorégraphie le spectacle Lord of the Dance, le 2 juillet 1996 à Dublin. Il y interprète le rôle du Seigneur de la Danse.

Clôt la tournée du spectacle le 25 juillet 1998, à Londres, dans Hyde Park.

Annonce la fin de sa carrière sur scène.

Est l'auteur d'une adaptation de Lord of the Dance, Feet of Flames, en mai 2000.

Crée un film sur le spectacle, au printemps 2002, intitulé The lord of the Dance.

Organise un tout nouveau spectacle intitulé Celtic Tiger, dont la première représentation a lieu le 29 septembre 2005, à Montréal.

Auteur d'un livre autobiographique Michael Flatley - Lord of the Dance : My Story, débuté en 2004, il est paru le 7 mars 2006.
- Bernadette Flynn :

Interprète le rôle de Saoirse ("liberté" en Gaélique), la fille Irlandaise.

Première danseuse de la troupe avec Gillian Norris.

Est entrée dans la troupe en 1996 et en fait toujours partie.
- Gillian Norris :

Interprète le rôle de Merrighan, la tentatrice, la rivale de Saoirse depuis 1996.

A participé au spectacle "Feet of Flames" à Londres.

Est revenue dans la deuxième troupe de Lord of the Dance.
- Daire Nolan :

Commence dans Lord of the Dance en 1996 en interprétant le rôle de Don Dorcha, l'ennemi du Lord.

Participe au spectacle Feet of Flames à Hyde Park, avant de quitter la troupe.
- Helen Egan :

Interprète le rôle du Petit Esprit, depuis la première représentation, jusqu'au spectacle Feet of Flames à Londres en 1998.

A rejoint la troupe de Feet of Flames 2000 et y interprète le rôle du Fou de la cour.
- Anne Buckley :

Interprète le rôle d'Erin la déesse dans Lord of the Dance et Feet of Flames, et celui de la Reine dans Feet of Flames 2000.
- Máiréad Nesbitt :

Violoniste solo et d'accompagnement dans Lord of the Dance.
- Cora Smyth :

Violoniste solo et d'accompagnement dans Lord of the Dance.

## La musique
Ronan Hardiman a composé la bande originale du spectacle, en 1996.

Celle-ci fut disque d'or en Australie, au Canada, et au Royaume-Uni et l'album associé fut numéro un des ventes mondiales.

Anne Dudley a réalisé l'orchestration de cette bande son.

Un orchestre composé de quelques musiciens joue sur scène.

## Le décor et costumes
Contrairement à Riverdance, Lord of the Dance est un show à gros budget. Les costumes et les décors sont en plus grand nombre, mais ils sont aussi plus sophistiqués.

Au total, plus de mille costumes et plus de deux mille paires de chaussures furent portés sur l'ensemble des quatre tournées.

Effets pyrotechniques, travaux scéniques, costumes à paillettes, Feet of Flames est d'ailleurs l'apothéose en termes d'investissement puisque plusieurs écrans géants diffusent les vidéos du spectacle de chaque côté de l'énorme scène. Et ce sont des quantités phénoménales d'énergie, de câbles, d'acier, et d'autres produits et ustensiles qui furent utilisés à chaque représentation.

## Discographie
- Michael Flatley's Lord Of The Dance [CD Audio]

Date de première sortie : 4 mars 1997.

Compositeur : Ronan Hardiman.

Bande Originale du spectacle Lord Of The Dance.
1. Cry Of The Celts
2. Suila A Ruin
3. Celtic Dream
4. Warriors
5. Gypsy
6. Breakout
7. The Lord Of The Dance
8. Spirit Of The New World
9. Fiery Nights
10. Lament
11. Siamsa
12. Our Wedding Day
13. Stolen Kiss
14. Nightmare
15. Victory
16. Cry Of The Celts
17. The Lord Of The Dance

- Michael Flatley's Feet Of Flames [CD Audio]

Date de première sortie : 9 février 1999.

Compositeur : Ronan Hardiman.

Bande Originale du spectacle Feet Of Flames.
1. High Priests
2. Dance of Love
3. Carrickfergus
4. Duelling Violins
5. Whispering Wind
6. Dance Above the Rainbow
7. Dawning
8. Spirit's Lament
9. I Dreamt I Dwelt
10. Strings of Fire
11. Hell's Kitchen
12. Celtic Fire [Live]

- Michael Flatley's Celtic Tiger [CD Audio]

Date de première sortie : 27 septembre 2005.

Compositeur : Ronan Hardiman.

Bande Originale du spectacle Celtic Tiger.
1. St. Patrick (Angelus)
2. The Vikings
3. The Garden Of Eden
4. The Redcoats
5. The Famine
6. The Banshee/A Nation Once Again
7. Freedom
8. A New World
9. The Last Rose
10. Celtic Kittens
11. Capone
12. The Celtic Tiger

- Riverdance [DVD]

Date de parution : 20 novembre 2000.

Vidéo du spectacle Riverdance.
- Lord of the Dance - Michael Flatley [DVD]

Date de parution : 24 novembre 1998.

Première représentation du spectacle original au théâtre "The Point" à Dublin, en Irlande, en 1996.
- Feet of Flames - Michael Flatley [DVD]

Date de parution : 14 septembre 1999.

Dernière représentation du spectacle Lord of the Dance à Hyde Park, le 25 juillet 1998.
- Michael Flatley - Gold [DVD]

Date de parution : 19 février 2002.

Best of de la carrière de Michael Flatley :

- extraits de scène de Riverdance à Feet of Flames.

- images de Feet of Flames 2000 à Budapest.

- interviews.

- premières images du film The Lord of the Dance.
- The Celtic Tiger Starring Michael Flatley [DVD]

Date de parution : December 13, 2005.

Vidéo du spectacle Celtic Tiger.
- Lord of the Dance : My Story [Livre autobiographique]

Réalisateurs : Michael Flatley, Douglas Thompson.

Date de parution : mars 2006.

En cours de création depuis 2004.

Texte en anglais. 352 pages.

Histoire de Michael Flatley et de sa gestion de troupe professionnelle depuis Riverdance en 1994 jusqu’à Celtic Tiger en 2006.